# York (Australia)
York è una città situata nella regione di Wheatbelt, in Australia Occidentale; essa si trova 100 chilometri a est di Perth ed è la sede della Contea di York. Al censimento del 2006 contava 2.088 abitanti.